# Internationale Bäckereiausstellung
Die Internationale Bäckereiausstellung (iba) ist die führende Weltmesse für Bäckerei, Konditorei und Snacks.

## Hintergrund
Die Messe findet seit 1949 im dreijährlichen Rhythmus statt, Veranstaltungsorte waren dabei München und Düsseldorf im Wechsel. Seit 2012 findet die iba nur noch auf dem Messegelände in München statt. [Update: "Um der backenden Branche kontinuierlich eine Bühne zu bieten, findet die nächste iba vom 18. bis 22. Mai 2025 statt, dann auf dem Messegelände in Düsseldorf. Ab 2027 wird die iba wieder im Drei-Jahres-Turnus im Herbst auf dem Messegelände München durchgeführt." (Webseite der iba)] 
Träger der Messe ist der Zentralverband des Deutschen Bäckerhandwerks e. V. Veranstaltet wird die iba von der GHM Gesellschaft für Handwerksmessen mbH.
Die iba richtet sich an Handwerksbetriebe und Großbäcker bis hin zu industriellen Anbietern. Die Fachmesse umfasst Produkte und Technologien, die für Bäcker und Konditoren aller Betriebsgrößen, Entscheider aus der Backwarenbranche und der Süßwarenindustrie sowie den Lebensmitteleinzelhandel, aber auch für Gastronomen, Café-Inhaber sowie Hotelfachleute und Caterer relevant sind.
Das Themenspektrum reicht von Rohstoffen, Backzutaten, Tiefkühlprodukten, Snacks für den Außer-Haus-Markt und Zubehör über Produktions- und Verpackungstechnik, Prozessoptimierung und Informationstechnik sowie Ladenbau- und Ausstattung von Bäckereien, Konditoreien oder Cafés bis hin zu Reinigung und Hygiene, Energie-, Lüftungs- und Klimatechnik sowie Labor- und Messgeräte.
Zur iba 2018 kamen mehr als 77.000 Fachbesucher aus rund 170 Ländern. Insgesamt stellten über 1.300 Firmen aus. Die nächste iba fand aufgrund der weiter ungewissen Prognosen und anhaltenden Reiserestriktionen – vor allem vor dem internationalen Hintergrund der Messe – erst wieder vom 22. bis 26. Oktober 2023 in München statt.
Vom 15. bis 17. März 2021 wurde erstmals das ergänzende globale virtuelle Netzwerkevent iba Connecting Experts durchgeführt. Die zweite Edition fand erneut als Netzwerk- und Wissensevent iba.Connecting Experts vom 25. bis 28. Oktober 2021 statt. Dieses richtet sich mit Vorträgen, Produktpräsentationen und Netzwerkmöglichkeiten an Akteure der gesamten Backbranche weltweit. 

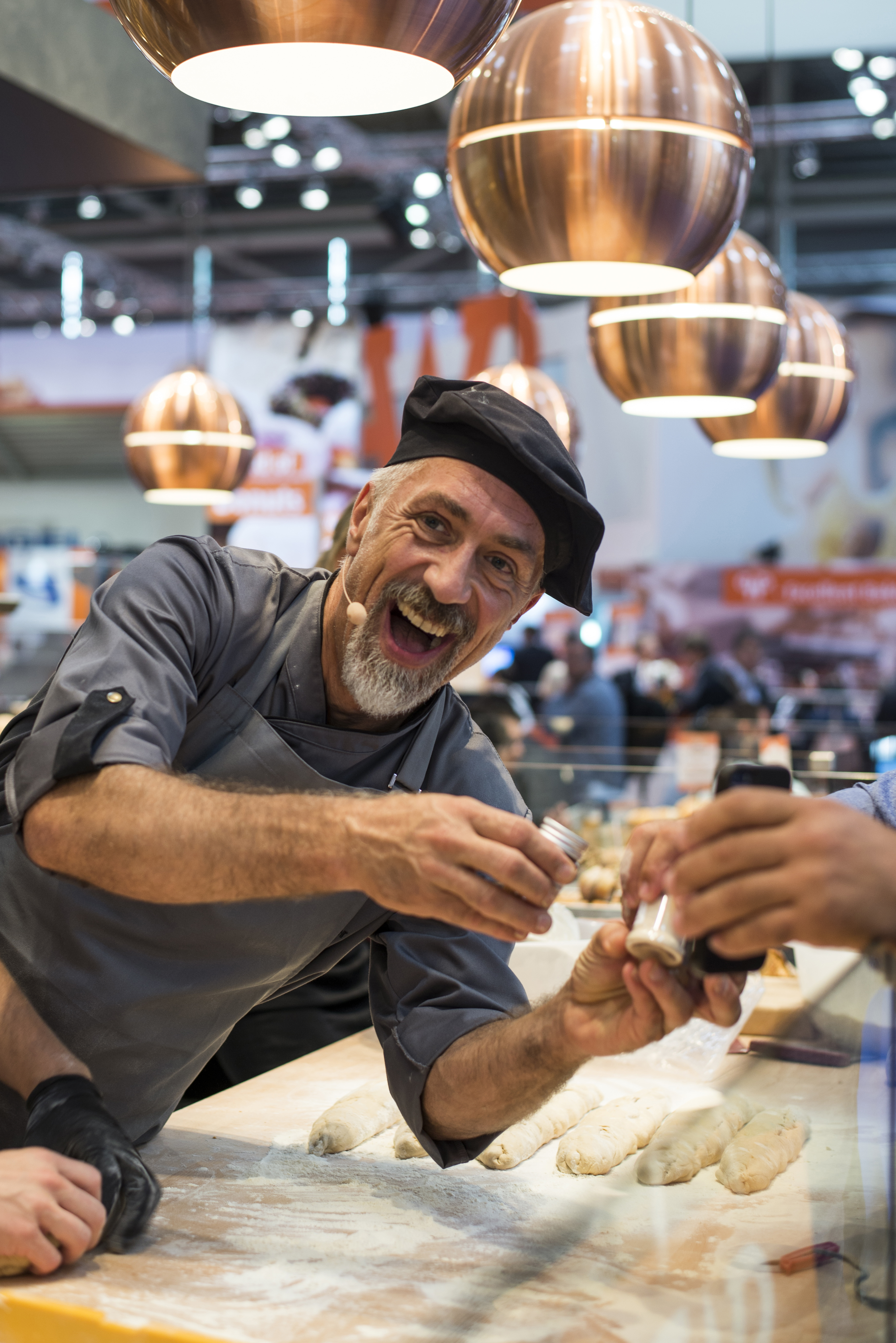
Bäcker auf der iba 2015 in München

## Ausstellungen

### iba 2009
- 3. bis 9. Oktober 2009 auf dem Gelände der Messe Düsseldorf
- 1079 Aussteller aus 55 Ländern
- 81 939 Besucher aus 150 Ländern
- 72 263 m² Ausstellerstandfläche

### iba 2012
- Die iba 2012 fand vom 16. bis 21. September 2012 auf dem Gelände der Messe München statt.
- 1255 Aussteller aus 55 Ländern
- 69 803 Besucher aus 157 Ländern (39 % aus Deutschland, 61 % international)

### iba 2015
- Die iba 2015 fand vom 12. bis 17. September 2015 auf dem Gelände der Messe München statt.
- 1309 Aussteller aus 57 Ländern
- 77.814 Besucher aus über 160 Ländern

### iba 2018
- Die iba 2018 fand vom 15. bis 20. September 2018 auf dem Gelände der Messe München statt.
- 1373 Aussteller aus 57 Ländern
- 77.020 Besucher aus 173 Ländern

### iba 2021
- Das virtuelle Netzwerk-Event iba.CONNECTING EXPERTS fand erstmals vom 15. bis 17. März 2021 statt.
- Die zweite Edition von iba.CONNECTING EXPERTS fand vom 25. bis 28. Oktober 2021 ebenfalls virtuell statt.

### iba 2023
- Die iba fand vom 22. bis 26. Oktober 2023 auf dem Messegelände in München statt.